# Corymica arnearia
Corymica arnearia là một loài bướm đêm trong họ Geometridae.